# Hayner
Hayner William Monjardim Cordeiro, meglio noto come Hayner (Salvador, 2 ottobre 1995), è un calciatore brasiliano, difensore del CRB in prestito dal Santos.

## Carriera
Cresciuto nel settore giovanile del Bahia, ha esordito in prima squadra il 22 agosto 2015 disputando l'incontro del Campeonato Brasileiro Série B pareggiato 1-1 contro l'América-MG.

## Statistiche

### Presenze e reti nei club
Statistiche aggiornate al 7 aprile 2022.
| Stagione        | Squadra              | Campionato      | Campionato | Campionato | Coppe nazionali | Coppe nazionali | Coppe nazionali | Coppe continentali | Coppe continentali | Coppe continentali | Altre coppe | Altre coppe | Altre coppe | Totale | Totale |
| Stagione        | Squadra              | Comp            | Pres       | Reti       | Comp            | Pres            | Reti            | Comp               | Pres               | Reti               | Comp        | Pres        | Reti        | Pres   | Reti   |
| --------------- | -------------------- | --------------- | ---------- | ---------- | --------------- | --------------- | --------------- | ------------------ | ------------------ | ------------------ | ----------- | ----------- | ----------- | ------ | ------ |
| 2015            | Bahia                | B               | 3          | 0          | CB              | -               | -               | CS                 | 1                  | 0                  |             | -           | -           | 4      | 0      |
| 2016            | Bahia                | PD/BA+B         | 6+9        | 0+3        | CB              | 2               | 0               |                    | -                  | -                  | CdN         | 5           | 0           | 22     | 3      |
| 2017            | Náutico              | B               | 1          | 0          | CB              | -               | -               |                    | -                  | -                  |             | -           | -           | 1      | 0      |
| 2017            | Paysandu             | B               | 7          | 0          | CB              | 2               | 0               |                    | -                  | -                  | CV          | 5           | 1           | 14     | 1      |
| 2018            | Grêmio Novorizontino | A1/SP           | 2          | 0          |                 | -               | -               |                    | -                  | -                  |             | -           | -           | 2      | 0      |
| 2018-2019       | Louletano            | CdP             | 29         | 4          | CP              | -               | -               |                    | -                  | -                  |             | -           | -           | 29     | 4      |
| 2020            | Cuiabá               | B               | 19         | 0          | CB              | 4               | 0               |                    | -                  | -                  |             | -           | -           | 23     | 0      |
| 2021            | Azuriz               | A1/PR           | 7          | 0          |                 | -               | -               |                    | -                  | -                  |             | -           | -           | 7      | 0      |
| 2021            | Sport Recife         | A               | 24         | 0          | CB              | -               | -               |                    | -                  | -                  |             | -           | -           | 24     | 0      |
| 2022            | Atl. Goianiense      | PD/GO+A         | 4+19       | 0          | CB              | 6               | 0               | CS                 | 11                 | 1                  |             | -           | -           | 40     | 1      |
| gen.-giu. 2023  | Dnipro-1             | PL              | 15         | 0          | CU              | 0               | 0               | UECL               | 2                  | 0                  |             | -           | -           | 17     | 0      |
| Totale carriera | Totale carriera      | Totale carriera | 145        | 7          |                 | 14              | 0               |                    | 14                 | 1                  |             | 10          | 1           | 183    | 9      |

## Palmarès

### Club

#### Competizioni statali
- Campionato Goiano: 1

Atlético Goianiense: 2022
- Campionato Alagoano: 1

CRB: 2025

#### Competizioni nazionali
- Campeonato Brasileiro Série B: 1

Santos: 2024